# Sécession hongroise
La Sécession hongroise (en hongrois : Magyar szecesszió, prononcé [ˈmɒɟɒɾ ˈsɛtsɛssioː] ; en slovaque : Uhorská secesia) est un courant de l'Art nouveau dont l'essor est intimement lié au travail d'Ödön Lechner, dont l'objectif était de créer un « style national hongrois » en mêlant aux motifs et formes traditionnels de l'Art nouveau des éléments d'inspiration orientale. L'aire d'influence de cette école architecturale comprend la Hongrie contemporaine, ainsi que les anciens territoires autrefois sous sa tutelle : la Slovaquie, la Transylvanie, la Voïvodine et la Croatie. 
Toutes les grandes villes de l'ancienne Transleithanie (partie hongroise de l'Autriche-Hongrie) ont été marquées par ce style architectural. Parmi celles-là, Budapest est sans doute celle où l'empreinte des architectes de la Sécession est la plus palpable. Elle fait d'ailleurs partie du Réseau Art Nouveau Network, qui a pour vocation la coopération entre les grandes villes européennes dans un objectif de sauvegarde et de mise en valeur de leur patrimoine Art nouveau. C'est néanmoins dans les villes de l'Alföld que l'on trouve sans doute parmi les plus belles réalisations, notamment à Szeged, Kecskemét ou encore Subotica (en Voïvodine, Serbie).

## Histoire

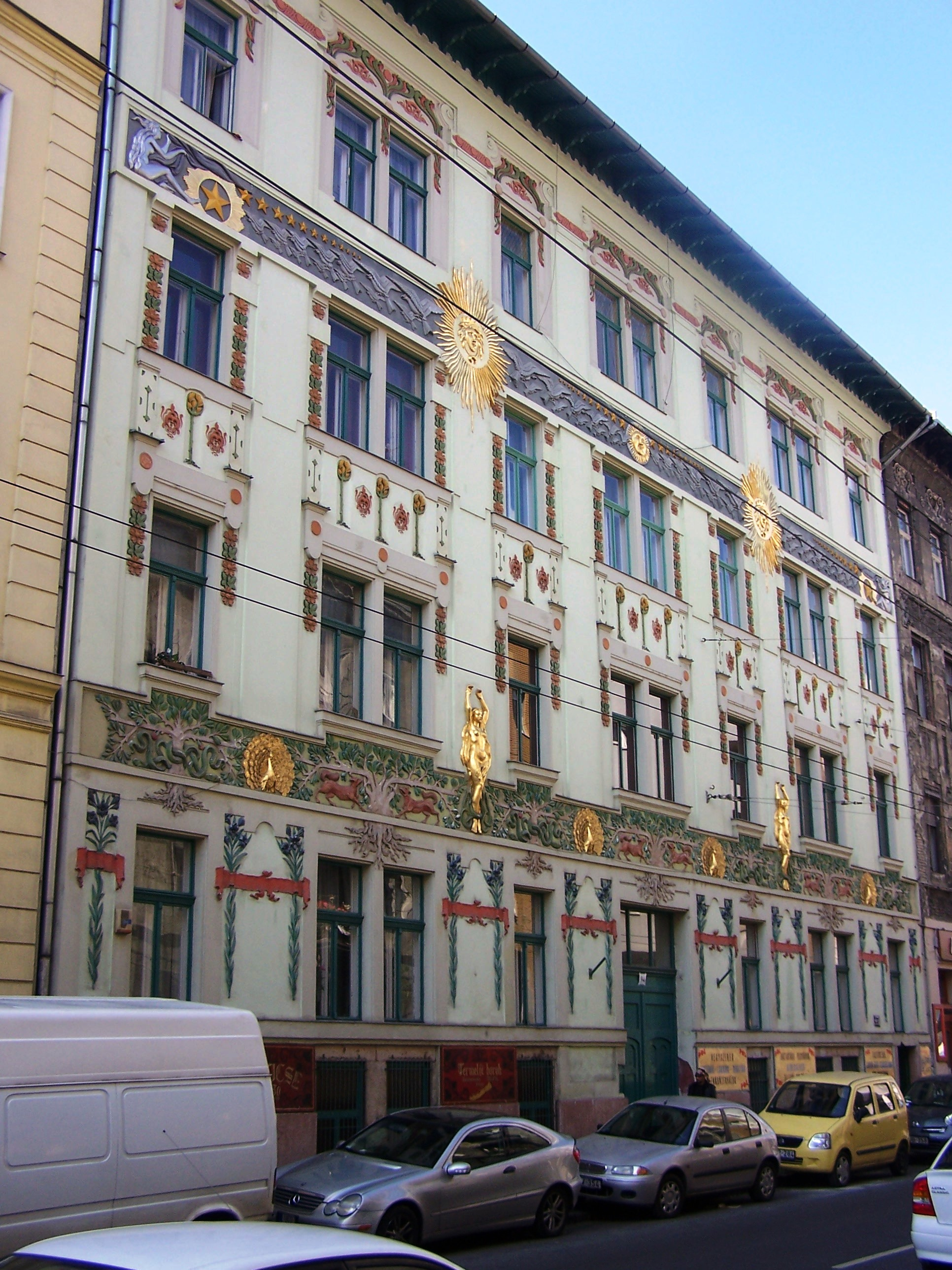
Maison Lindenbaum construite par Frigyes Spiegel.

La Sécession hongroise a émergé dans les années 1890 grâce au travail de Frigyes Spiegel et Ödön Lechner. Ils partageaient une même volonté de montrer une nouvelle voie avec le développement de l'historicisme et du style organique. Spiegel réalise alors plusieurs bâtiments à Budapest en mêlant au style français en vigueur des ornements végétaux et des figures symboliques, en conservant néanmoins les cadres de l'architecture traditionnelle. Avec une résonance bien plus importante, Ödön Lechner combine dans un style propre les motifs décoratifs traditionnels hongrois à des éléments empruntés à la première Renaissance française ainsi qu'aux architectures indienne et proche-orientale. Après la réalisation du Musée hongrois des arts décoratifs, il délaisse rapidement les marqueurs de l'historicisme et oriente sa créativité vers l'exploitation des éléments du folklore magyar. Si Lechner et ses admirateurs vantent une architecture résolument hongroise et nationale, ses critiques conspuent quant à eux un style asiatique, trop étranger à la culture traditionnelle. Cela fait de son œuvre une des contributions à l'architecture les plus polémiques du tournant du XXe siècle. 
Si Lechner fait néanmoins école, voyant ses disciples chargés de la construction de nombreux bâtiments notables en Hongrie et à Budapest, le maître reste quant à lui paradoxalement peu sollicité après la construction de la Caisse d'épargne de la poste dans la capitale du royaume. Les successeurs de Lechner vivent l'âge d'or de la Sécession hongroise jusqu'à la mort du maître en 1914. Après la Première Guerre mondiale, si le courant s'éteint, l'empreinte que l'ensemble de ces architectes ont laissée dans les différentes villes de Hongrie, bénéficie encore d'une réputation prestigieuse. 

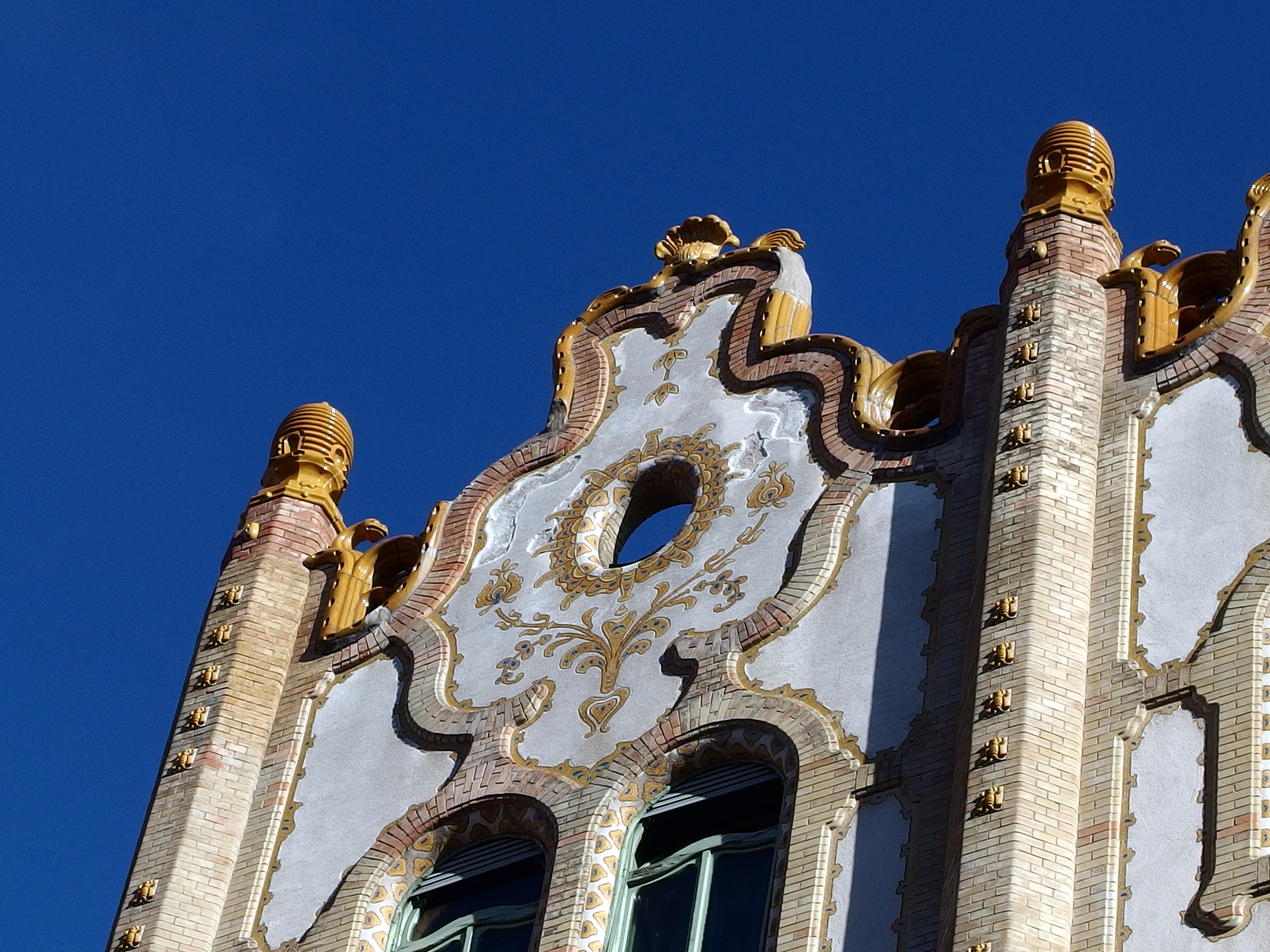
Détail du toit de la Caisse d'épargne de la poste, Hold utca, par Ödön Lechner.

En 1907, un groupe de jeunes diplômés en architecture se constitue dans le sillon des idées d'Ödön Lechner, avec pour ambition de s'inspirer des motifs folkloriques des Hongrois de Transylvanie. Ils prennent pour nom les Fiatalok (les « jeunes ») et ont l'occasion de travailler de nombreuses fois ensemble dans les années qui suivent la création du collectif. Ces architectes revendiquent la filiation de l'architecture contemporaine scandinave et britannique, même si selon Károly Kós, cette double influence se fait déjà sentir dans le projet de villa que Béla Lajta ébauche pour le compte de Dezső Malonyai. Le groupe compte alors pour membres Wigand Ede Toroczkai, Dezső Zrumeczky, Géza Györgyi, Valér Mende, Béla Jánszky, Tibor Szivessy ainsi que Lajos Kozma. Tandis que Zrumeczky et Mende meurent jeunes, les autres membres du collectif se dispersent après la Première Guerre mondiale. Seul Károly Kós conserve jusque dans les années 1940 un rôle important dans le développement de l'architecture hongroise. 
Parmi les influences étrangères, celle de la Sécession viennoise se fait rapidement sentir à la fin du XIXe siècle dans l'architecture hongroise. Parmi les figures tutélaires, l'on compte notamment Otto Wagner, Josef Hoffmann et Adolf Loos. À côté du travail de József Vágó - avec lequel Lechner entretenait les meilleures relations -, on sent bien l'influence de la « capitale-sœur » Vienne dans les constructions du couple d'architectes Aladár Kármán et Gyula Ullmann. On peut également citer István Medgyaszay, qui après avoir étudié auprès d'Otto Wagner, s'est très rapidement lancé dans la recherche de son propre style, en cherchant dans le folklore hongrois et l'utilisation de nouveaux matériaux (le béton armé notamment) ses sources d'inspiration.

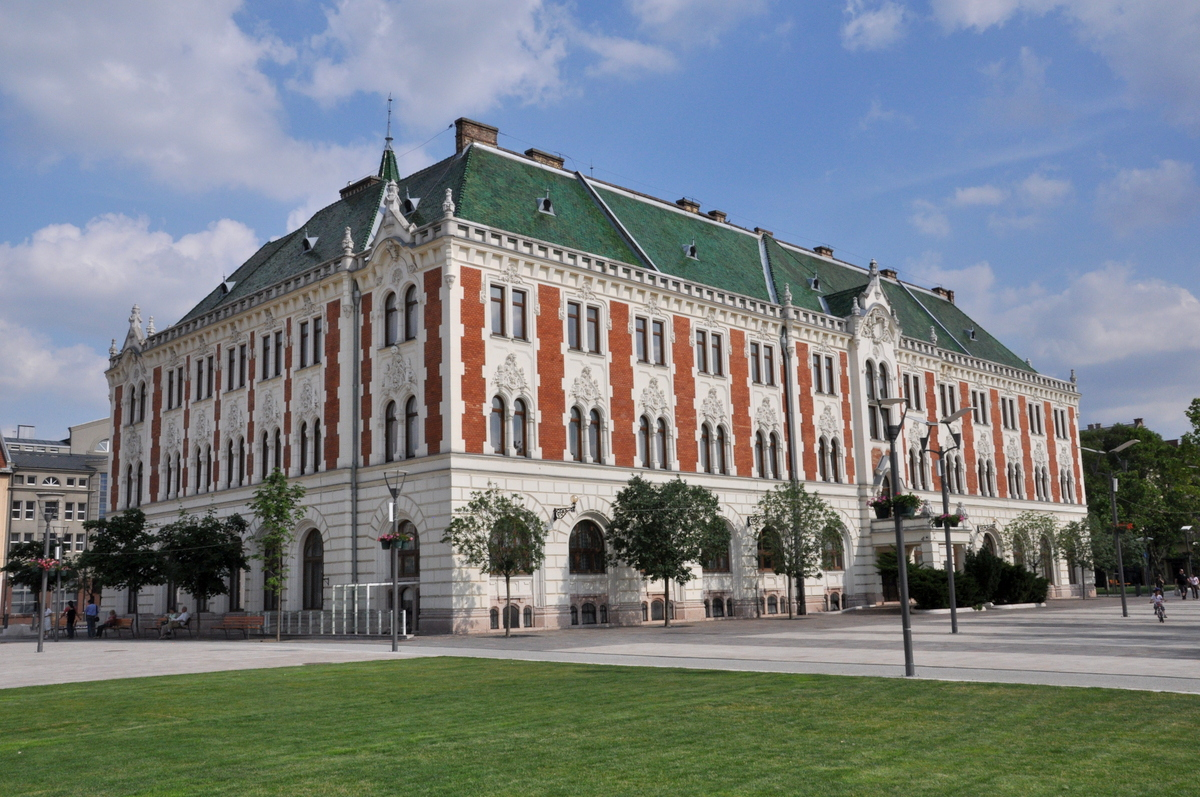
L'hôtel de ville d'Újpest par Henrik Böhm.

Les personnalités illustres et renommées ne manquent pas au début du XXe siècle. En plus de ceux déjà évoqués, il conviendrait de mentionner les noms de Géza Maróti, Gyula Fodor, Zoltán Bálint et Lajos Zámbor, Sámuel Révész et József Kollár, Dávid Jónás et Zsigmond Jónás, Ármin Hegedűs et Henrik Böhm, Flóris Korb et Kálmán Giergl, Sándor Löffler et Béla Löffler, Ernő Román et Miklós Román, ainsi que László Vágó, Sándor Baumgarten et Zsigmond Herczegh. 
Les premiers signes du modernisme et plus spécifiquement de l'Art nouveau se font déjà sentir au début des années 1910, notamment dans les travaux de Béla Lajta, Béla Málnai et Gyula Haász, ou ceux de Emil Tőry et Móric Pogány. On sent également dans les dernières réalisations produites par Ödön Lechner et ses disciples une réelle prise de distance avec les théories du maître sur la Sécession hongroise, comme en témoignent le lycée Saint-Ladislas de Kőbánya ou l'école de Vajda Péter utca. Enfin, les années qui suivent la Première Guerre mondiale et le traité de Trianon sont marquées par le retour du conservatisme dans l'architecture, ce qui scelle définitivement l'âge d'or de la Sécession et de l'Art nouveau en Hongrie.

## Principales réalisations architecturales

### À Budapest
- Musée hongrois des arts décoratifs
- Institut hongrois de géologie et de géophysique
- Caisse d'épargne de la poste
- Mausolée Törley
- Palais Gresham
- Foyer Gutenberg
- Maison Brudern
- Église paroissiale Saint-Ladislas de Kőbánya
- Synagogue de Kazinczy utca
- Thermes Gellért

### Dans les villes de l'Alföld
- Hôtel de ville de Kecskemét
- Cifrapalota

### En Slovaquie
- Église Sainte-Élisabeth de Bratislava

### En Roumanie
- Église réformée calviniste au Coq, à Cluj-Napoca/Kolozsvár

### En Serbie
- Synagogue de Novi Sad, architecte Lipót Baumhorn, 1905-1909 ;
- Palais Menrath à Novi Sad, architecte Lipót Baumhorn, 1908 ;
- Maison située 10 rue Dositejeva à Novi Sad, architecte Lipót Berceler, 1909.